# Elaine di Garlot
Nelle leggende arturiane Elaine di Garlot o Elaine di Tintagel (anche Elen ed Elena) era la figlia di Gorlois, duca di Cornovaglia, e di sua moglie Igraine, quindi sorella della fata Morgana e di Morgause. Sua madre ebbe anche dal re britannico Uther Pendragon un figlio di nome Artù, il quale era quindi fratellastro di Elaine. Dopo che Igraine ebbe sposato re Uther, questi fece maritare le sue tre figliastre con dei suoi vassalli: Morgana sposò re Urien di Gore, Morgause sposò re Lot di Lothian e Orkney e Elaine sposò re Nentres di Garlot, da cui ebbe Galeschin, poi divenuto cavaliere della Tavola Rotonda, ed Elaine la Giovane. Comunque delle tre sorellastre di Re Artù di cui riporta il poema epico-cavalleresco Le Morte d'Arthur, Elaine è la meno famosa, avendo avuto un rilievo molto piccolo nella storia, se confrontato con quello di Morgana e Morgause. Le Triadi gallesi ricordano Elaine di Garlot come una delle tre Elene provenienti dalle isole britanniche.
Nel ciclo arturiano compaiono diverse dame che portano il nome Elaine e vengono talvolta confuse fra loro. A parte Elaine di Garlot e sua figlia Elaine la Giovane, figurano anche Elaine di Astolat (la Dama di Shalott, morta di dolore a causa dell'amore non corrisposto che provava per Sir Lancillotto), Elaine di Corbenic (figlia del Re Pescatore, moglie di Lancillotto e madre di Galahad), Elaine di Benoic (la moglie di re Ban di Benwick e madre di Sir Lancillotto) e anche altre di minore importanza. Talvolta viene sostituita come sorella di Morgana e Morgause da Nimue, la Dama del lago.